# Kayo Dot
Kayo Dot – amerykańska grupa muzyczna grająca eksperymentalny rock, stworzona w 2003 roku przez Toby'ego Drivera.

## Obecni członkowie
- Toby Driver - śpiew, gitara, gitara basowa, wiolonczela, kontrabas, klarnet, instrumenty klawiszowe
- Keith Abrams - perkusja
- Tim Byrnes - trąbka, róg, instrumenty klawiszowe
- Daniel Means - instrumenty klawiszowe, instrumenty dęte
- Ron Varod - gitara

## Byli członkowie
- Jason Byron
- Mia Matsumiya - skrzypce, altówka, dzwonki, śpiew
- Terran Olson
- David Bodie
- Greg Massi
- Sam Gutterman
- Nicholas Kyte
- Ryan McGuire
- Forbes Graham
- John Carchia
- D.J. Murray
- Tom Malone

## Dyskografia
- Choirs of the Eye (2003)
- Split z Bloody Panda (2006)
- Dowsing Anemone with Copper Tongue (2006)
- Blue Lambency Downward (2008)
- Coyote (2010)
- Stained Glass EP (2011)
- Gamma Knife (2012)
- Hubardo (2013)
- Coffins on Io (2014)
- Plastic House on Base of Sky (2016)